# Rıdvan Yılmaz
Rıdvan Yılmaz (ur. 21 maja 2001 w Gaziosmanpaşie) – turecki piłkarz występujący na pozycji pomocnika w szkockim klubie Rangers. Uczestnik Mistrzostw Europy 2020.

## Sukcesy

### Klubowe
Beşiktaş JK
- Mistrz Turcji: 2020/2021
- Zdobywca Pucharu Turcji: 2020/2021